# Taz-Mania (jogo eletrônico)
Taz Mania é um jogo desenvolvido e publicado pela Sega para o Master System e Mega Drive / Genesis, em 1992, baseado no desenho animado Taz-Mania. Também foi produzido para o SNES e Game Boy.

## História
O enredo para o jogo é uma torção no habitual estereótipo "Salve o mundo", usado na plataforma para muitos jogos. Uma noite, Taz pai está contando uma intrigante história. Há lugares na Tazmania, um vale perdido, onde existiam ninhos de enormes aves marinhas, tão grandes que um dos seus ovos poderiam alimentar uma família por um ano. Taz torna-se fascinado pela perspectiva do potencialmente grande omelete e sai em busca de um desses ovos. No entanto, na sua pressa ele deixa o seu pai antes de ter terminado a história e, assim, não se sabe exatamente para onde ir. O jogador tem que levar Taz através de 5 etapas, que incluem, entre outras fases, uma paisagem ártica, uma linha de montagem de robôs, um rio e uma mina, em busca do vale perdido e suas aves gigantes.

## Jogabilidade
O game é um típico jogo de plataforma 2D. Você controla Taz por seis níveis diferentes, nem todos eles com chefes. Há o botão de pulo, o de tornado e o de ação, que permite pegar caixas e cuspir fogo. Para derrotar os inimigos, gire como tornado ou pule em cima deles. Taz-Mania não é um jogo onde as fases possuem tempo limitado para serem terminadas, mas mesmo assim Taz fica bravo quando está parado há um certo tempo. E entre as piadas do game, cada vez que você pula, Taz faz um barulho diferente quando toca o chão.

## Itens
- Cantil, frango, peixe e prato de frutas: recupera a energia
- Pimenta: permite cuspir fogo por um número limitado de vezes
- Estrela: invulnerabilidade temporária
- Bomba: se comida, tira uma parte de sua energia
- Miniatura de pilastra grega: marca-tela
- Caixa com rosto de Taz e o número 1: vida extra
- Caixa com o rosto de Taz e o número 3: continue extra
- Saco de "hot weed": se comido, tira uma parte de sua energia. É para ser usado como arma, jogado no chefe planta carnívora.